# Печори
Печо́ри (рос. Печоры, ест. Petseri) — місто в Росії. Адміністративний центр муніципальних утворень Міське поселення Печори і Печорський район Псковської області. За даними російського перепису 2010, чисельність населення становить 11 195 осіб, скоротившись проти 13 056, згідно з переписом 2002, та 11 935, засвідченими радянським переписом 1989. Ця кількість включає кілька сотень етнічних естонців.

## Історія

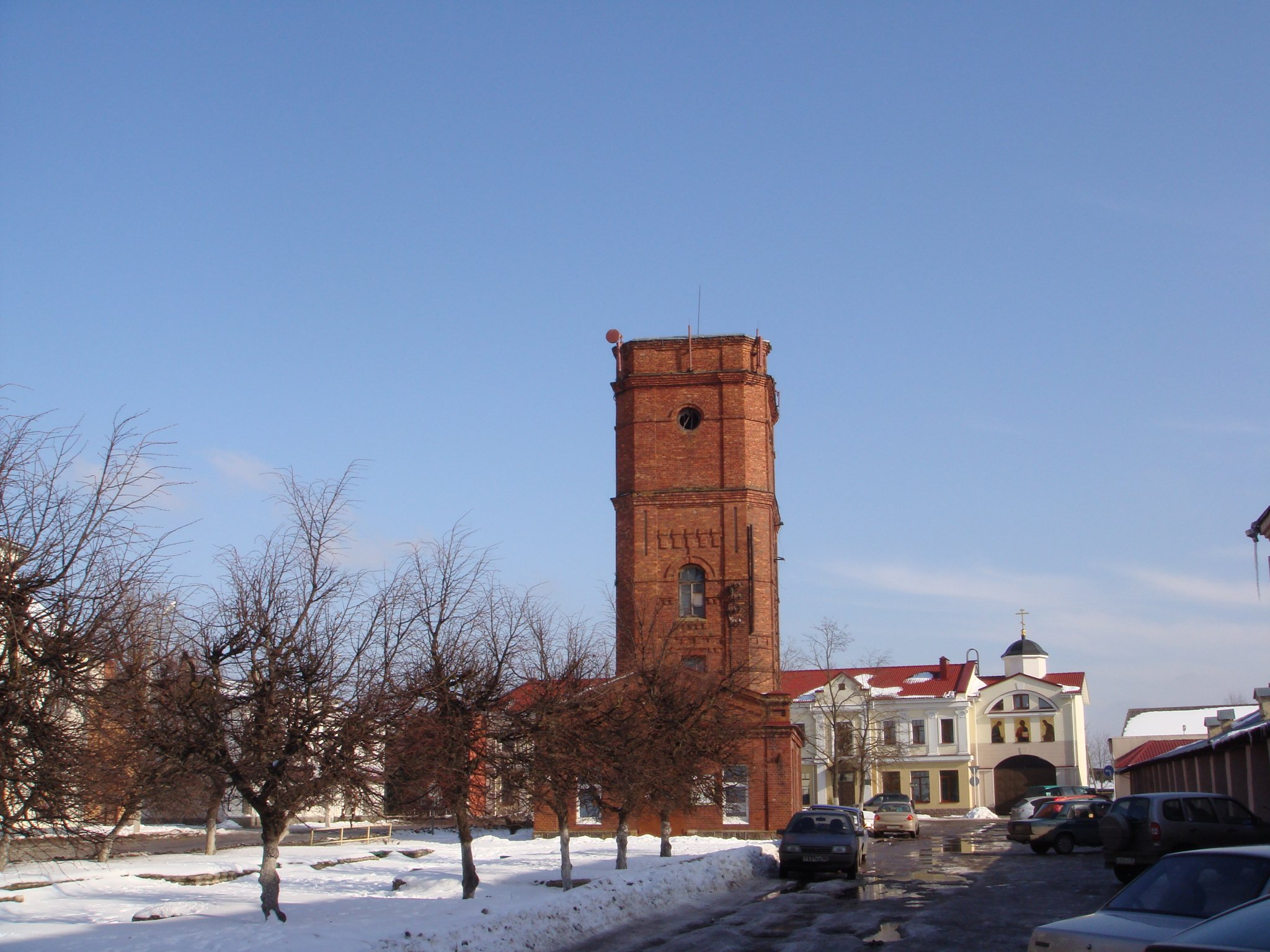
Водонапірна башта в центрі Печор

Назва «Печори» (а до 1920 року місто називалося «Печери») походить від давньорус. «печери» і завдячує поблизькому Псково-Печорському монастиреві, літопис якого визначає як дату відкриття печер 1392 рік.
Заснування поселення Печори сягає 1472 року. Згідно з літописами, ця подія пов'язана з діяльністю православного священика Івана (в чернецтві — Іони), який 1472 року втік сюди з Дерпта після розгрому німцями-католиками «правовірної церкви, поставленої від пскович», та заснував Псково-Печерський Свято-Успенський монастир. Поселення розвивалося як посад при цьому монастирі, незабаром ставши і важливим торговельним пунктом.. 1473 року було освячено Успенську церкву цього монастиря, первісно прорубану у печері.
У XVI — на початку XVIII століть Печори були важливою стратегічною точкою на західних рубежах Московської держави. За панування Івана Грозного Печори як значний прикордонний форпост неодноразово брали в облогу вороги Московії: війська Стефана Баторія повністю оточили поселення під час облоги Пскова в 1581—1582, також шведи або поляки брали Печори приступом у 1592, 1630 та з 1655 по 1657 рік. Польські війська під проводом Яна Ходкевича і шведські під командуванням Густава II тримали Печори в облозі в 1611—1616 роках. У ході Великої Північної війни шведи обложили поселення в 1701 та 1703 роках. Після війни Печори втратили своє військове значення.
У рамках адміністративної реформи, проведеної в 1708 році Петром І, цю місцевість було включено в Інгерманландську губернію (відому з 1710 як Санкт-Петербурзька губернія), з якої 1727 року виділилася окрема Новгородська губернія, а в 1772 році було створено Псковську губернію, яка в 1777—1796 роках існувала як Псковське намісництво.
Іменним указом імператриці Катерини II від 7 червня 1782 Печори одержали статус міста, яке стало центром утвореного цим самим указом Печорського повіту Псковського намісництва.
З лютого по грудень 1918 року Печори перебували під німецькою окупацією. Протягом визвольної війни естонського народу місто 29 березня 1919 зайняла естонська армія. За умовами Тартуського мирного договору, Печори з прилеглою територією в 1920 році було передано Естонії.
У роки між світовими війнами Петсері, як тепер його називали в Естонії, були центром Печорського повіту — одного з одинадцятьох округів, які складали Естонську Республіку. За естонської влади населення міста зросло більш ніж удвічі, переважно за рахунок притоку етнічних естонців. У травні 1925 уряд Естонії конфіскував більшість землі, що була у володінні Псково-Печерського монастиря. 1926 року було збудовано лютеранську церкву Святого Петра. Після анексії Естонії Радянським Союзом у 1940 році місто, як і раніше, залишалося у складі Естонської РСР. Під час Німецько-радянської війни Печори 10 липня 1941 окупували німецькі війська. З 5 грудня 1941 до 11 серпня 1944 місто входило в Генеральну округу Естонія, після чого його окупували радянські війська в ході Тартуської операції.
Указом Президії Верховної Ради СРСР від 23 серпня 1944 Печори і більшість Печорського повіту було відірвано від Естонської РСР і приєднано до новоутвореної Псковської області Російської РФСР. Указом Президії Верховної Ради РРФСР від 16 січня 1945 засновано Печорський район, адміністративним центром якого стали Печори. 1956 року для естономовних учнів було відкрито Печорську середню школу № 2.
Після відновлення незалежності Естонії в 1991 році на місто і територію навколо нього претендувала Естонія з огляду на умови Тартуського мирного договору, у якому Радянський Союз відмовився від подальших територіальних претензій до Естонії. У листопаді 1995 року повідомлялося, що Естонія облишила свої претензії. 18 травня 2005 Естонія підписала новий договір про естонсько-російський кордон, який відображав пізніші зміни кордонів, але 27 червня 2005 його відхилила і анулювала Росія через додавання у текст згадок про радянську окупацію.

## Демографія
За даними перепису 2002, національний склад населення міста мав такий вигляд:
- росіяни — 11638 (89,14 %)
- українці — 338 (2,59 %)
- білоруси — 221 (1,69 %)
- естонці — 177 (1,36 %)
  - у тому числі сету — 31 (0,27 %)
- інші — 682 (5,22 %)

## Пам'ятки
Головна пам'ятка міста — Псково-Печорський Свято-Успенський чоловічий монастир, заснований у XV сторіччі. У Печорах також є Євангелічно-лютеранська церква Святого Петра, яка славиться своїм історичним органом.

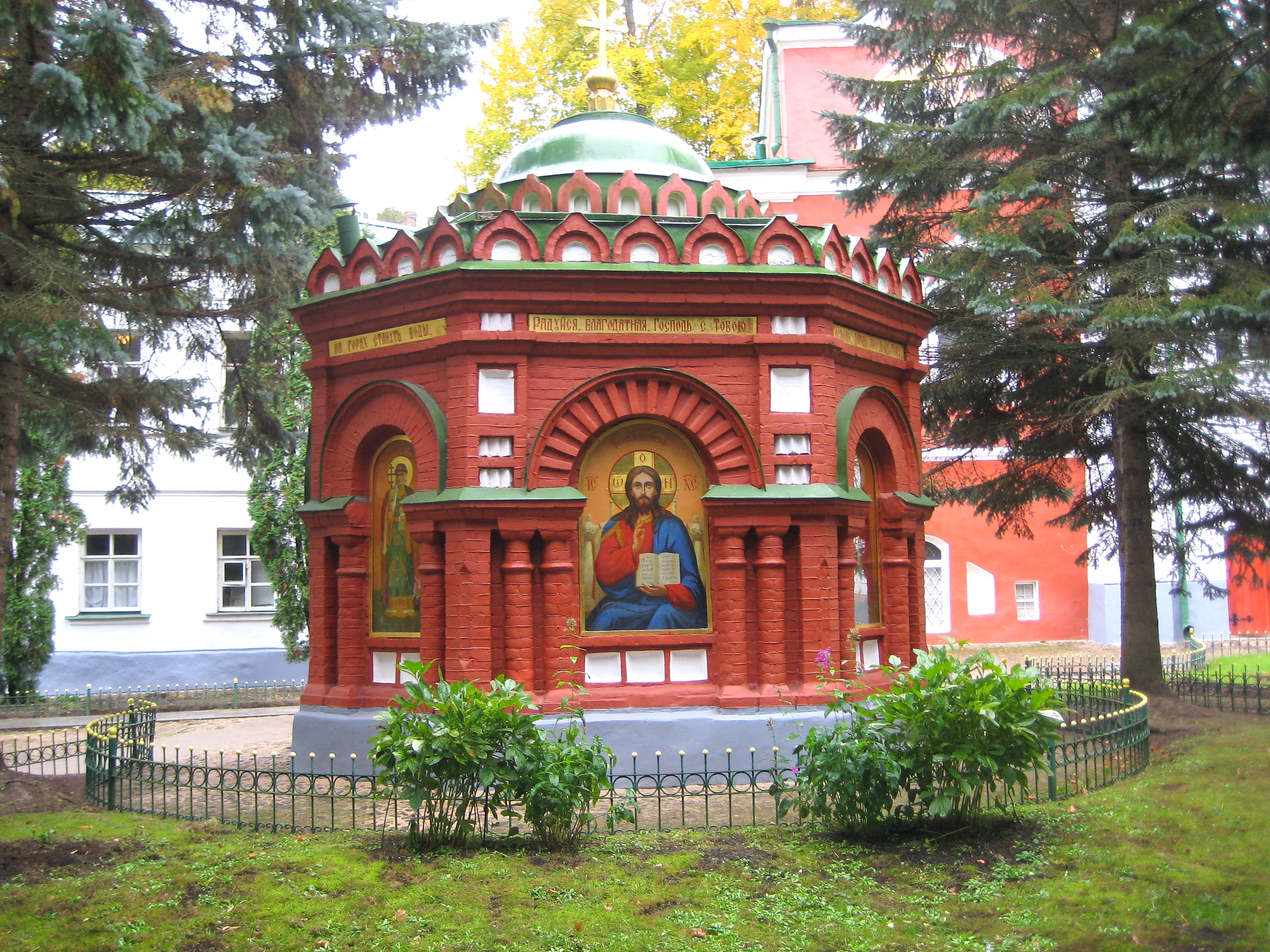
Псковсько-Печорський монастир
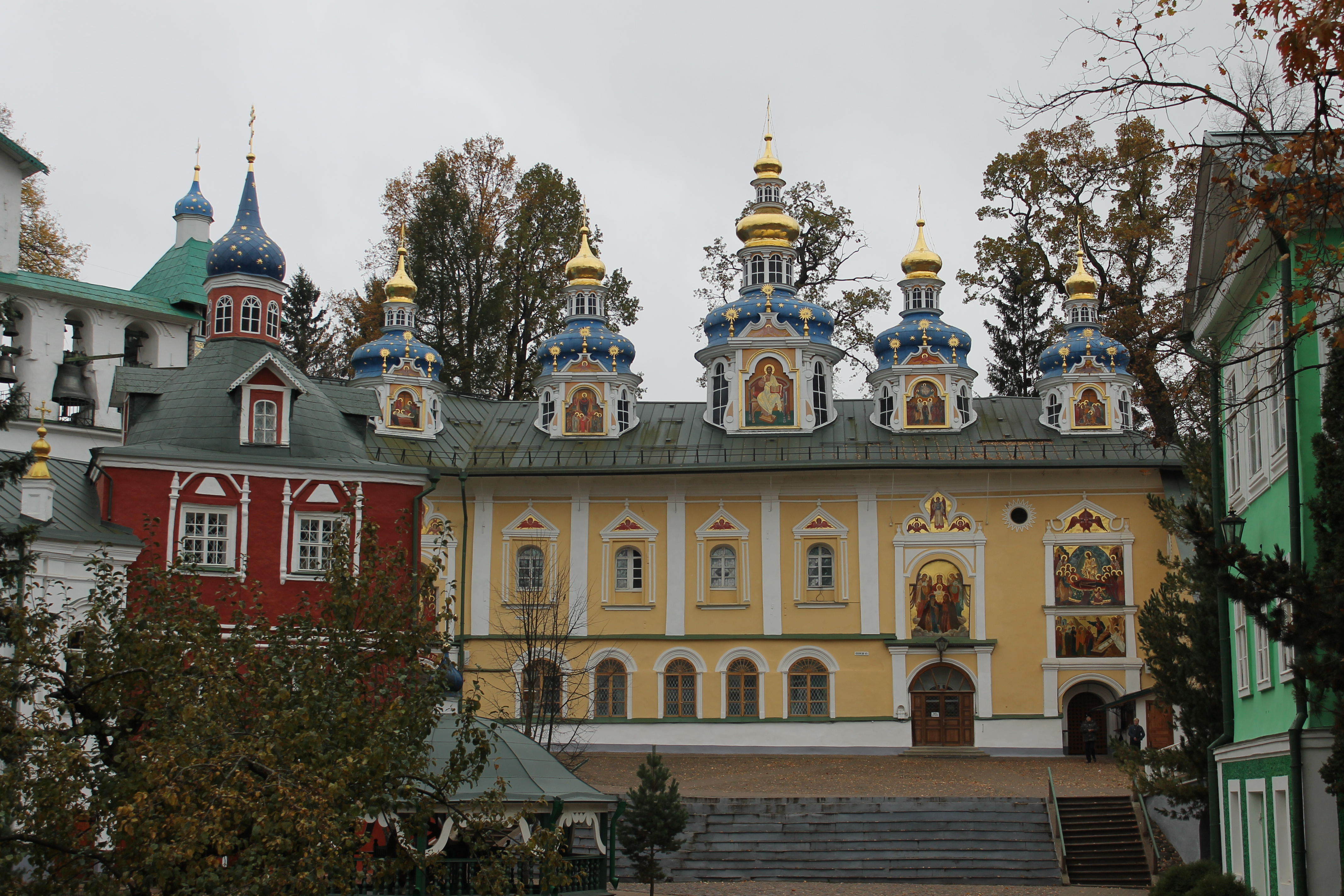
Успенський собор та Покровська церква

## Визначні постаті
- Альфред Гірв — естонський художник
- Ліллі Промет — естонська письменниця